# Chenemetneferhedjet II
Chenemetneferhedjet II (Oeret) was een oud-Egyptische koningin uit de 12e dynastie die naast Senusret III heerste in het Middenrijk.
Zij was een van de vier bekende gemalinnen van Senoeseret III, de andere drie waren Meretseger, Neferhenut en (mogelijk) Sithathoriunet. Haar naam was tevens een koninginnentitel, zoals in die tijd gebruikelijk: Chenemetneferhedjet ("Verenigd met de witte kroon"). Chenemetneferhedjet II wordt op twee standbeelden met haar gemaal vermeld (thans in het British Museum en in het Egyptisch museum. Dit laatste werd in Herakleopolis ontdekt). Zij werd begraven in Piramide IX van het piramidecomplex in Dasjoer, waar ook haar juwelen zijn gevonden in 1944.

## Titels
Chenemetneferhedjet II droeg de titels:
- Koninklijke vrouwe
- Groot van scepter